# Rhynchostegium nanothecium
Rhynchostegium nanothecium är en bladmossart som beskrevs av C. Müller och Hugh Neville Dixon 1930. Rhynchostegium nanothecium ingår i släktet näbbmossor, och familjen Brachytheciaceae. Inga underarter finns listade i Catalogue of Life.